# Kyle Lee
Kyle Lee (Harare, Zimbabue, 23 de febrero de 2002) es un deportista australiano que compite en natación, en la modalidad de aguas abiertas.
Ganó tres medallas en el Campeonato Mundial de Natación entre los años 2023 y 2025.
Estudió el grado de Comercio en la Universidad de Australia Occidental.

## Palmarés internacional
| Campeonato Mundial | Campeonato Mundial  | Campeonato Mundial | Campeonato Mundial |
| Año                | Lugar               | Medalla            | Prueba             |
| ------------------ | ------------------- | ------------------ | ------------------ |
| 2023               | Fukuoka (Japón)     | Medalla de bronce  | Equipo mixto       |
| 2024               | Doha (Catar)        | Medalla de oro     | Equipo mixto       |
| 2025               | Singapur (Singapur) | Medalla de bronce  | 10 km              |